# Cayo Sencio Saturnino (cónsul 19 a. C.)
Cayo o Gayo Sencio Saturnino  fue un político y militar romano del siglo I a. C.

## Carrera política y militar
Fue mencionado por primera vez como seguidor de Sexto Pompeyo; sin embargo, parece haber cambiado de bando, puesto que fue elegido cónsul ordinario en 19 a. C. durante el cual se opuso a las aspiraciones de Marco Egnacio Rufo.
Fue procónsul en África y, en 7 a. C., legatus Augusti pro praetore en Siria. Estuvo presente en el juicio por el cual Herodes el Grande condenó a sus hijos Alejandro y Aristóbulo. Entre 4 y 6 a. C., probablemente luchó bajo las órdenes de Tiberio en Germania, por lo que fue galardonado con un triunfo.

## Familia
Saturnino provenía de una familia de senadores republicanos originarios de Atina. Tuvo tres hijos, dos de los cuales fueron cónsules: Cayo Sencio Saturnino y Cneo Sencio Saturnino.